# سایوز تی۵
سایوز-تی۵ (به روسی: Союз )(به معنای اتحاد) اولین مأموریت سرنشین دار سازمان فضایی شوروی به سمت ایستگاه فضایی سالیوت۷ بود. ایستگاهی که به تازگی در مدار نشسته و جای سالیوت۶ را گرفته بود. به دلیل برنامه‌ریزی‌های انجام شده و ماهیت این مأموریت، سایوز تی۴ با مأموریت‌های سایوز تی۶ و سایوز تی۷ در ارتباط کامل بوده‌است.

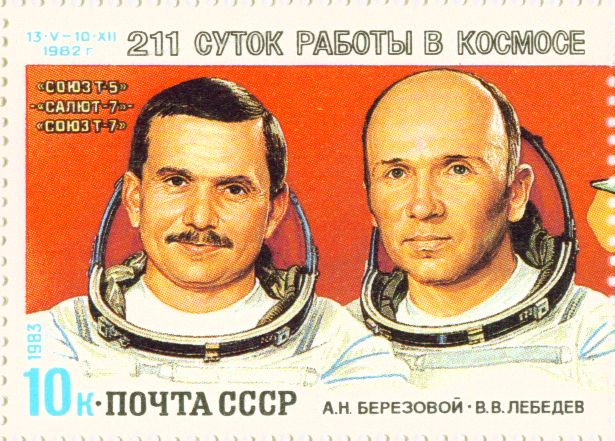
تصویر فضانوردان سایوز تی۵ روی تمبر

## خدمه مأموریت
| شماره | نام            | ملیت               | تعداد پرواز | نقش عملیاتی | تصویر |
| ۱     | آناتولی برزووی | اتحاد جماهیر شوروی | ۱           | فرمانده     |       |
| ۲     | والنتین لبدف   | اتحاد جماهیر شوروی | ۲           | مهندس پرواز |       |